# Uzbekistan ai Giochi della XXVIII Olimpiade
L'Uzbekistan partecipò ai Giochi della XXVIII Olimpiade, svoltisi ad Atene, Grecia, dal 13 al 29 agosto 2004, con una delegazione di 70 atleti impegnati in tredici discipline.